# Hamilton, Joe Frank & Reynolds
Hamilton, Joe Frank & Reynolds — софт-рокове тріо створене в 1970-х із Лос-Анджелеса. Оригінальними учасниками були Ден Гамільтон (гітара/вокал), Джо Френк Керолло (бас/вокал) і Томмі Рейнольдс (мультиінструменталіст/вокал), усі вони раніше грали в The T-Bones, гурті 1960-х років, відомому своїм інструментальний хітом «No Matter What Shape (Your Stomach's In)».
Група вперше потрапила в чарти в 1971 році з піснею «Don't Pull Your Love». Рейнольдс покинув групу наприкінці 1972 року, і його замінив клавішник Алан Деннісон, але група зберегла назву «Hamilton, Joe Frank & Reynolds» до 1976 року. Цей змінений склад виконав найбільший хіт групи, 1975 року «Fallin' in Love».

## Новий склад
T-Bones почали в січні 1966 року, щоб просувати свій перший сингл «No Matter What Shape (Your Stomach's In)», інструментальний твір, заснований на популярній на той час рекламі Alka-Seltzer. Ді та Торрес швидко вирішили залишити групу, і їх замінили Томмі Рейнольдс (який у 1969 році стане головним вокалістом Shango) та Джо Френк Керолло. У березні 1966 року «No Matter What Shape (Your Stomach's In)» посіла 3 місце в американському Billboard Hot 100. Ця перероблена версія The T-Bones гастролювала в США та Японії. Їхній третій і останній альбом не мав комерційного успіху, і вони розпалися ближче до кінця 1967 року.

## Успіх
У 1970 році лейбл Dunhill Records запропонував контракт на запис новоствореному гурту «Hamilton, Joe Frank and Reynolds». Наступного року сингл «Don't Pull Your Love», спродюсований Стівом Баррі та аранжований Джиммі Хаскеллом, став №1 у рейтингу Cash Box Top 100, посів №4 у чарті Billboard Hot 100, продано понад мільйон копій у США, і був нагороджений золотою платівкою R.I.A.A. у серпні 1971 року. Ще кілька синглів («Annabella» і «Daisy Mae») потрапили в чарти, але два альбоми «Hamilton, Joe Frank and Reynolds» і кілька інших синглів не змогли досягти жодного помітного успіху в чартах.
Томмі Рейнольдс залишив групу наприкінці 1972 року. Гамільтон і Керолло продовжували гастролювати з різними сесійними музикантами, такими як клавішник Ларрі Кнехтель і барабанщик Джо Корреро. Однак через відсутність успіху їхній контракт з Dunhill був скасований у 1973 році. З додаванням Алана Деннісона та Ріка Шулла, Гамільтон, Джо Франк і Рейнольдс продовжували виступати на місцевому рівні.

## Діскографія
| Рік  | Альбом                         | Позиція в чарті |
| Рік  | Альбом                         | US              |
| ---- | ------------------------------ | --------------- |
| 1971 | Hamilton, Joe Frank & Reynolds | 59              |
| 1972 | Hallway Symphony               | 191             |
| 1975 | Fallin' in Love                | 82              |
| 1976 | Love & Conversation            | -               |